# Iglberg

Weiher zwischen Iglberg und Stadlhub

Iglberg ist ein Gemeindeteil des Marktes Buchbach im oberbayerischen Landkreis Mühldorf am Inn.

## Lage
Der Weiler Iglberg liegt vier Kilometer östlich von Buchbach auf der Gemarkung Ranoldsberg.

## Bevölkerungsentwicklung
Um 1871 gab es in Iglberg 26 Einwohner. Im Mai 1987 lebten dort 18 Einwohner in fünf Wohngebäuden.
| Jahr      | 1871 | 1925 | 1950 | 1970 | 1987 |
| Einwohner | 26   | 25   | 30   | 23   | 18   |